# Пальмитат натрия
Пальмитат натрия — химическое соединение,
соль натрия и пальмитиновой кислоты 
с формулой C15H31COONa,
бесцветные (белые) кристаллы,
слабо растворяется в холодной воде,
образует кристаллогидраты.

## Получение
- Нейтрализация пальмитиновой кислоты раствором гидроксида натрия:

{\displaystyle {\mathsf {C_{15}H_{31}COOH+NaOH\ {\xrightarrow {}}\ C_{15}H_{31}COONa+H_{2}O}}}
- Омыление растительных и животных жиров.

## Физические свойства
Пальмитат натрия образует бесцветные (белые) кристаллы
ромбической сингонии,
пространственная группа P bam,
параметры ячейки a = 0,806 нм, b = 0,924 нм, c = 4,770 нм, Z = 8.
Растворяется в этаноле и горячей воде.
Образует кристаллогидрат состава C15H31COONa•½H2O.
С пальмитиновой кислотой образует кислую соль вида NaH(C15H31COO)2.

## Применение
- Эмульгатор, компонент хозяйственных и туалетных мыл, косметических средств.